# Серёдка (Тихвинский район)
Серёдка — деревня в Коськовском сельском поселении Тихвинского района Ленинградской области.

## История
Деревня Середка упоминается на карте Новгородского наместничества 1792 года А. М. Вильбрехта.
Как деревня Серетка она обозначена на «Специальной карте западной части России» Ф. Ф. Шуберта 1844 года.

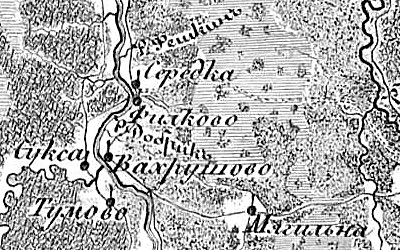
Деревня Серёдка на семитопографической карте Новгородской губернии 1847 года

СЕРЕДКА (ФИЛКОВО) — деревня Суксинского общества, прихода Шиженского погоста. Река Паша. 

Крестьянских дворов — 11. Строений — 35, в том числе жилых — 24. Мелочная лавка.

Число жителей по семейным спискам 1879 г.: 29 м. п., 26 ж. п.; по приходским сведениям 1879 г.: 37 м. п., 36 ж. п.

Сборник Центрального статистического комитета описывал её так:

СЕРЕТКИ — деревня бывшая государственная при реке Паша, дворов — 11, жителей — 58; Часовня, лавка. (1885 год)

В конце XIX — начале XX века деревня административно относилась к Саньковской волости 1-го земского участка 2-го стана Тихвинского уезда Новгородской губернии.

СЕРЕДКА (ФИЛЬКОВО) — деревня Суксинского общества, дворов — 25, жилых домов — 25, число жителей: 65 м. п., 65 ж. п.
 
Занятия жителей — земледелие, лесные промыслы. Река Паша. Часовня. (1910 год)

С 1917 по 1918 год деревня Серёдка входила в состав Саньковской волости Тихвинского уезда Новгородской губернии. 
С 1918 года в составе Череповецкой губернии.
С 1924 года в составе Прогальской волости.
С 1927 года в составе Пашского сельсовета Тихвинского района.
В 1928 году население деревни Серёдка составляло 137 человек.
Согласно карте Ленинградской области Северо-западного аэрогеодезического треста ГГУ издания 1932 года деревня насчитывала 15 крестьянских дворов.
По данным 1933 года деревня Серёдка входила в состав Пашского сельсовета.
В 1958 году население деревни Серёдка составляло 60 человек.
По данным 1966 и 1973 годов деревня Серёдка также входила в состав Пашского сельсовета.
По данным 1990 года деревня Серёдка входила в состав Шиженского сельсовета.
В 1997 году в деревне Серёдка Шиженской волости проживали 8 человек, в 2002 году — 5 человек (все русские).
В 2007 году в деревне Серёдка Коськовского СП проживали 4 человека, в 2010 году — 6.

## География
Деревня расположена в северо-западной части района на автодороге  Коськово — Ульянино.
Расстояние до административного центра поселения — 7 км.
Расстояние до ближайшей железнодорожной станции Тихвин — 57 км.
Деревня находится на правом берегу реки Паша.

## Демография
| 2007 | 2010 | 2017 |
| ---- | ---- | ---- |
| 4    | ↗6   | ↘1   |

### Национальный состав
Согласно данным Всероссийской переписи населения 2021 года в деревне проживали 10 человек, все русские.